# 973
| Calendário gregoriano                                                        | 973 CMLXXIII                                          |
| Ab urbe condita                                                              | 1726                                                  |
| Calendário arménio                                                           | 422 – 423                                             |
| Calendário bahá'í                                                            | -871 – -870                                           |
| Calendário budista                                                           | 1517                                                  |
| Calendário chinês                                                            | 3669 – 3670 Início a 7 de fevereiro (aproximadamente) |
| Calendário copta                                                             | 689 – 690                                             |
| Calendário etíope                                                            | 965 – 966                                             |
| Calendários hindus - Vikram Samvat - Calendário nacional indiano - Cáli Iuga | 1028 – 1029 894 – 895 4073 – 4074                     |
| Calendário Holoceno                                                          | 10973                                                 |
| Calendário islâmico                                                          | 362 – 363                                             |
| Calendário judaico                                                           | 4733 – 4734                                           |
| Calendário persa                                                             | 351 – 352                                             |
| Calendário rúnico                                                            | 1223                                                  |
| Calendário solar tailandês                                                   | 1516                                                  |

973  (CMLXXIII, na numeração romana) foi um ano  comum, do século X do Calendário  Juliano, da Era de Cristo, teve início a uma  quarta-feira, terminou também a uma quarta-feira, e a sua letra dominical foi E (52 semanas).
No território que viria a ser o reino de Portugal estava em vigor a Era de César que já contava 1011 anos.
| Ano completo                        |
| ----------------------------------- |
| Ano comum com início à quarta-feira |

## Eventos
- 19 de Janeiro - É eleito o Papa Bento VI
- Fim do reduto de piratas sarracenos de Fraxineto, no que é atualmente o sudeste de França.

## Mortes
- 7 de Maio - Oto I da Germânia, imperador do Sacro Império Romano (n. 912)